# فين أوكونور
فين أوكونور (بالإنجليزية: Finn O'Connor)‏ هو راكب الكنو نيوزيلندي، ولد في 14 فبراير 1971.

## وصلات خارجية
- فين أوكونور على موقع أوليمبيديا (الإنجليزية)